# Siphlonurus marshalli
Espèce
Siphlonurus marshalli est une espèce d'insectes appartenant à l'ordre des Éphéméroptères.

## Répartition géographique
cette espèce se retrouve en Amérique du Nord.